# Каньисарес Льовера, Антонио
Антонио Каньисарес Льовера (исп. Antonio Cañizares Llovera; род. 10 октября 1945, Утьель, Испания) — испанский куриальный кардинал. Епископ Авилы с 6 марта 1992 по 10 декабря 1996. Архиепископ Гранады с 10 декабря 1996 по 24 октября 2002. Архиепископ Толедо и примас Испании с 24 октября 2002 по 9 декабря 2008. Префект Конгрегации богослужения и дисциплины таинств с 9 декабря 2008 по 28 августа 2014. Архиепископ Валенсии с 28 августа 2014 по 10 октября 2022. Кардинал-священник с титулом церкви Сан-Панкрацио-фуори-ле-Мура с 24 марта 2006.

## Ранняя жизнь и образование
Антонио Каньисарес Льовера родился 10 октября 1945 года, в Утьеле, и обучался в младшей и старшей семинариях в Валенсии и в Папском Университете Саламанки, откуда, где он получил свою докторантуру в богословии, специализирующемся в катехизисе.

## Священник
Он был рукоположён в священники 21 июня 1970 года, в Синаркасе, Валенсия, архиепископом Валенсии Хосе Марией Гарсией де Ла Хигуерой, а затем служил вице-пастором и делегатом катехизиса в архидиоцезе Валенсии.
После своего перемещения в архиепархию Мадрида, Каньисарес Льовера преподавал катехизическое богословие в Саламанкском университете и фундаментальное богословие в Соборной семинарии Мадрида. Он позднее стал директором и профессором института Религиозной Науки и Катехизиса «San Damaso» в Мадриде, а также заседал в нескольких комиссиях и секретариатах испанской епископской конференции. С 1985 года по 1992 год, Каньисарес Льовера служил директором Секретариата епископской комиссии Доктрины Веры. Он также основал и был первым президентом Asociación Española de Catequistas, и был директором обозрения Teología y Catequésis.

## Епископ
6 марта 1992 года, Каньисарес Льовера был назначен епископом Авилы папой римским Иоанном Павлом II. Он получил свою епископскую ординацию 25 апреля того же года. Ординацию провели архиепископ Марио Тальяферри — титулярный архиепископ Формии, нунций в Испании, которому помогали кардиналы Анхель Сукиа Гойкоэчеа — архиепископ Мадрида и Марсело Гонсалес Мартин — архиепископ Толедо, в соборе Авилы. Каньисарес Льовера позже стал членом Конгрегации Доктрины Веры в Римской Курии 10 ноября 1996 года, и был назван архиепископом Гранады 10 декабря этого года. В дополнение к своим обязанностям в Гранаде, он был апостольским администратором Картахены с января по октябрь 1998 года, и сделался председателем епископской комиссии по образованию и катехизису в 1999 году.

## Архиепископ Толедо и кардинал
24 октября 2002 года Каньисарес Льовера был продвинут на пост архиепископа Толедо, и таким образом стал примасом Испанской Церкви. Он также был избран вице-председателем испанской епископской конференции. Папа римский Бенедикт XVI возвёл его в кардиналы-священники с титулом церкви Сан-Панкрацио-фуори-ле-Мура на консистории от 24 марта 2006 года. Испанскому примасу была предоставлена докторантуру honoris causa от университета «Cardenal Herrera-CEU», в это самое же время.
Он был членом Real Academia de la Historia de Espana с ноября 2007 года.

## Назначение в Римской курии
9 декабря 2008 года, папой римским Бенедиктом XVI, кардинал Каньисарес Льовера был назначен префектом Конгрегации богослужения и дисциплины таинств.

## Архиепископ Валенсии
28 августа 2014 года Папа Франциск назначил кардинала Каньсареса Льоверу на пост архиепископа Валенсии.. 10 октября 2022 папа Франциск принял его отставку с поста архиепископа.

## Разное
Каньисарес Льовера иногда известен под свои прозвищем «маленький Ратцингер»  ссылаясь на схожесть веры и мнений между ним и Бенедиктом XVI, родившимся Йозефом Ратцингером, который сам знает и «очень удивлен этим выражением».
Участник Конклава 2013 года. Он будет иметь право участвовать в любых будущих Папских Конклавах, пока он не достигнет возраста восьмидесяти лет 10 октября 2025 года.
Кардинал Каньисарес Льовера был одним из двух имеющих право быть избранными кардиналами-выборщиками, которые по состоянию здоровья не смогли присутствовать на папском конклаве 2025 года для избрания преемника Папы Франциска.